# 東京都道426号上馬奥沢線

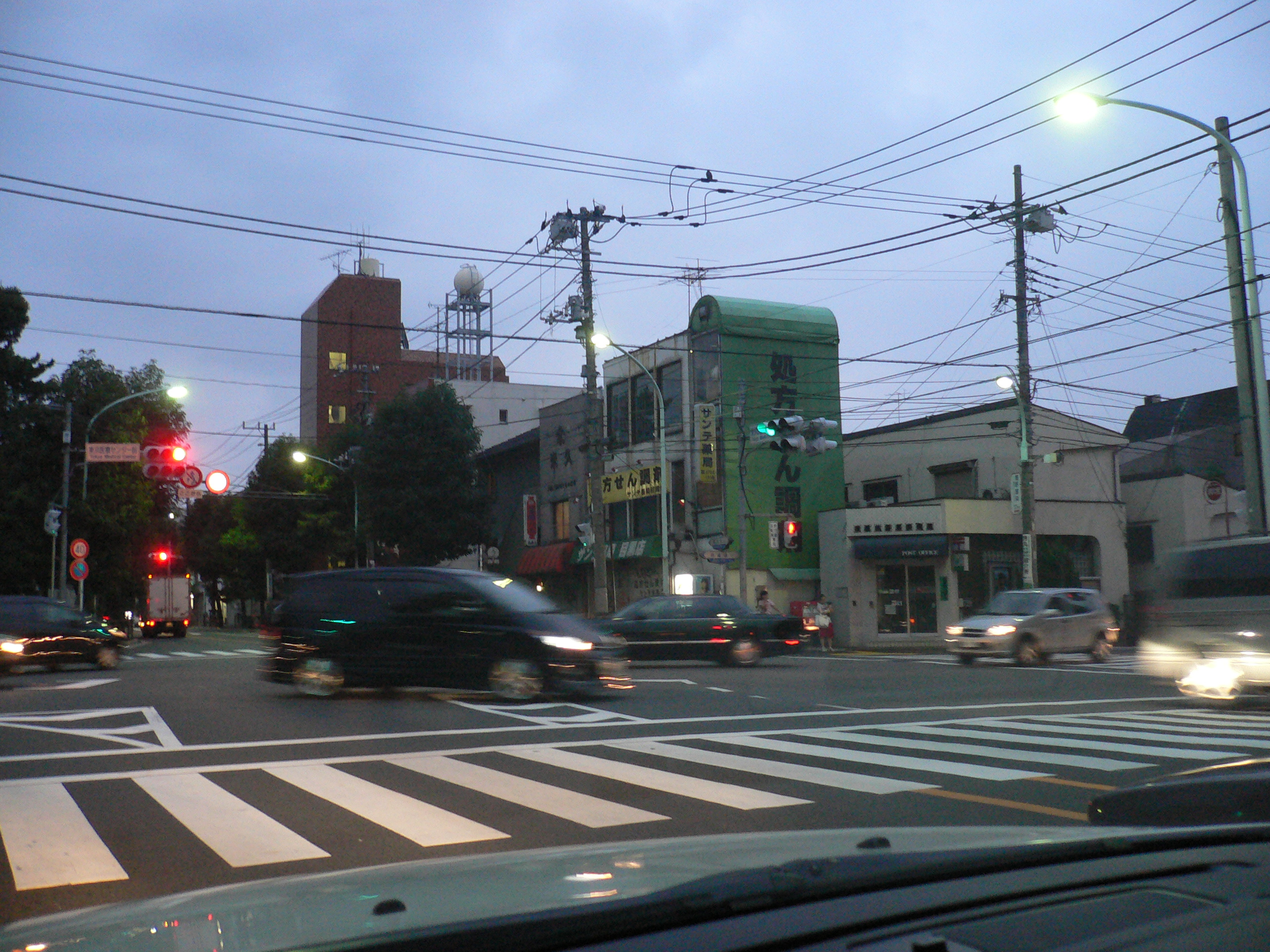
東京医療センター前交差点

東京都道426号上馬奥沢線（とうきょうとどう426ごう かみうまおくさわせん）は、東京都世田谷区上馬三丁目から、目黒区八雲を経由し大田区雪谷大塚町に至る特例都道である。この道路は自由通りと通称される。
自由通りは大田区雪谷大塚町で中原街道に接続するが、途中の東玉川二丁目交差点から東玉川交差点までの間はマイタウン規制となっている。
一部区間が東京都都市計画道路補助127号線に指定されている。
- 陸上距離：3,835m
- 起点：東京都世田谷区上馬三丁目（駒沢大学駅前交差点）
- 終点：東京都世田谷区奥沢四丁目（環八通りとの交点）

## 通過する自治体
- 東京都
  - 世田谷区
  - 目黒区

## 交差・接続している道路
| 交差する道路                                              | 交差点名           | 所在地 | 所在地   |
| --------------------------------------------------------- | ------------------ | ------ | -------- |
| 国道246号（玉川通り）                                     | 駒沢大学駅前       | 東京都 | 世田谷区 |
| 東京都道416号古川橋二子玉川線（駒沢通り）                 | 東京医療センター前 | 東京都 | 目黒区   |
| 東京都道312号白金台町等々力線（目黒通り）                 | 中根               | 東京都 | 目黒区   |
| 東京都道311号環状八号線（環八通り・内回りからの分岐道路） | 東玉川             | 東京都 | 世田谷区 |

## 周辺の施設
- 駒沢大学駅
- 国立病院機構東京医療センター
- 駒沢オリンピック公園
- 八雲学園中学校・高等学校
- グレッグ外語専門学校
- 自由が丘駅
- 奥沢病院
- 奥沢駅
- 大脇病院